# Нижнеталовый
Нижнета́ловый — хутор в Орловском районе Ростовской области.
Входит в состав Каменно-Балковского сельского поселения.

## Население
| 2010 |
| ---- |
| 2    |

## Улицы
На хуторе имеется одна улица — Таловая.